# Gnimanou
Gnimanou est une commune située dans le département de Barani de la province de Kossi dans la région de la Boucle du Mouhoun au Burkina Faso.

## Santé et éducation
Le centre de soins le plus proche de Gnimanou est le centre de santé et de promotion sociale (CSPS) de Barani.